# Timo Scheider
Pour les articles homonymes, voir Scheider.

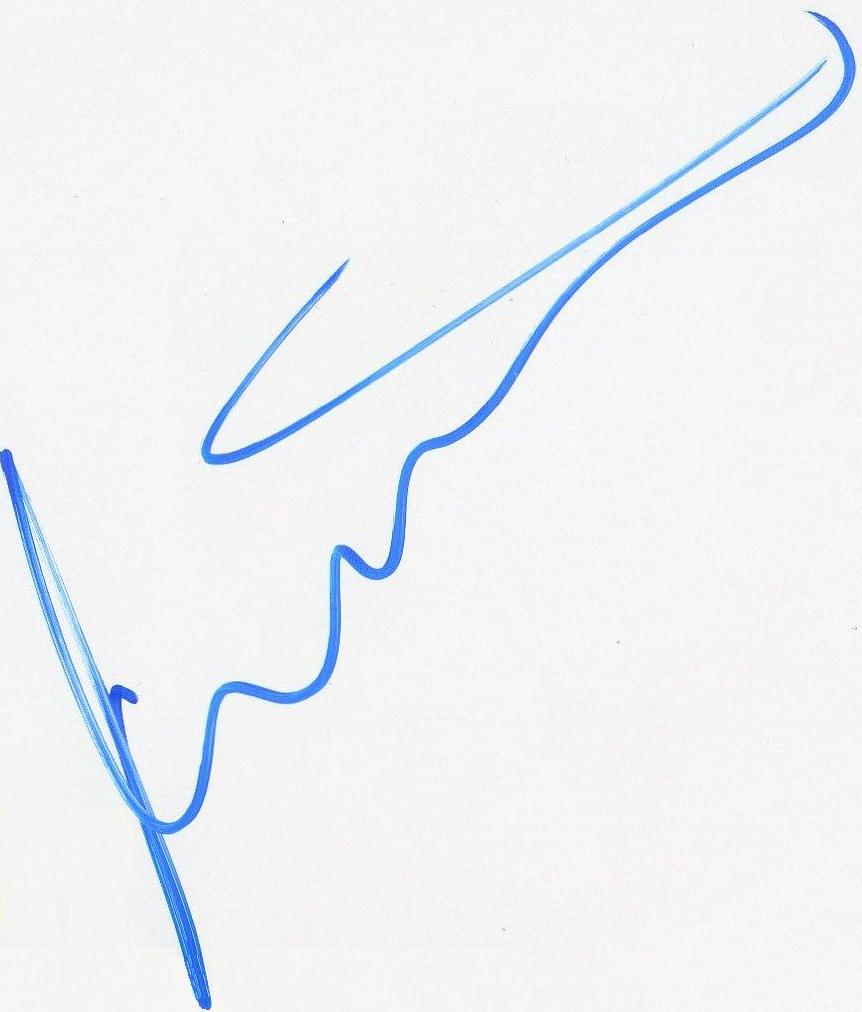
Signature de Timo Scheider

Timo Scheider, né le 10 novembre 1978 à Lahnstein, est un pilote automobile allemand. Il a été sacré champion du DTM, le championnat de voitures de tourisme allemand, lors des saisons 2008 et 2009.

## Biographie

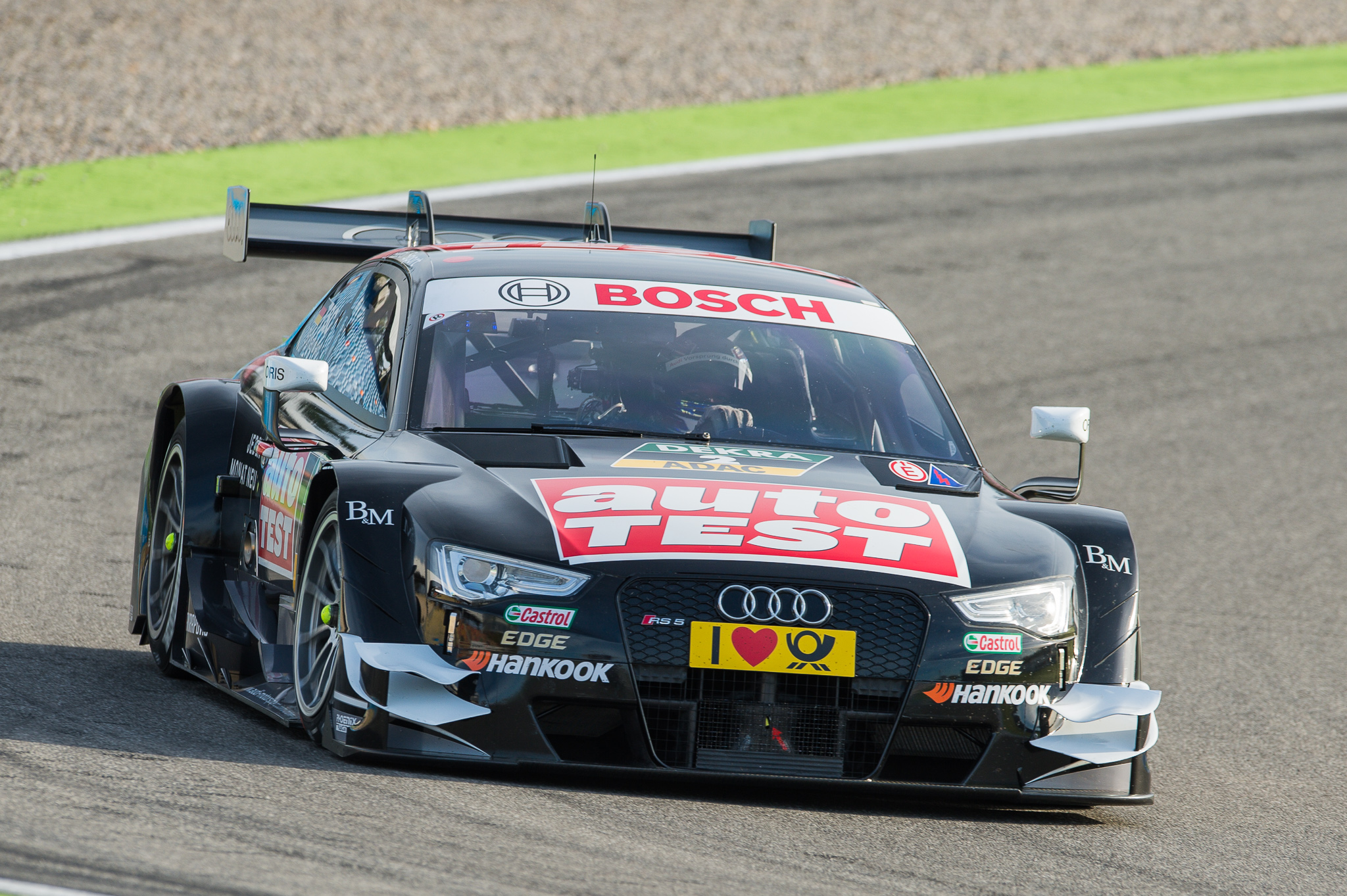
Timo Scheider en 2014, sur l'Hockenheimring.

Il participe au Deutsche Tourenwagen Masters (DTM), le championnat de voitures de tourisme allemand, dès la renaissance de celui-ci lors de la saison 2000. Il participe au championnat avec la firme germanique Opel des saisons 2000 à 2004. En 2005, il se retrouve sur le touche mais retrouve un volant chez Audi à partir de la saison 2006. Il remporte le titre DTM lors de la saison 2008 pour quatre points devant le Britannique Paul di Resta, pilote Mercedes HWA AG. Quasiment un après jour pour jour, il gagne une deuxième fois le championnat pour cinq points devant le pilote Mercedes, Gary Paffett.
Il a piloté en monoplace, lors de la saison 2005-2006 de l'A1 Grand Prix. Aux côtés d'Adrian Sutil et de Sebastian Vettel pour l'équipe d'Allemagne, il participe à quatorze courses sur les vingt-deux du calendrier, et décroche un podium.
Il a fait du Grand tourisme (GT), en participant au championnat FIA GT pour la saison 2005. Écarté du DTM, Scheider retrouve un volant cette année dans ce championnat. Engagé sur une Maserati MC12 du Vitaphone Racing, il récolte un total de deux victoires et termine vice-champion de la discipline derrière le Suisse Gabriele Gardel.
Il a également participé à certaines courses d'endurance, en remportant par trois fois sa catégorie lors des 24 Heures de Spa, et une fois, sa catégorie lors des 24 Heures du Nürburgring. Lors des 24 Heures du Mans 2010, il termine troisième de la catégorie GT2 et quinzième du classement général. En 2011, dans le cadre des Blancpain Endurance Series, Scheider participe aux 24 Heures de Spa au volant d'une Audi R8 LMS. Il remporte pour la troisième fois de sa carrière sa catégorie, et remporte également le classement général aux côtés du Suédois Mattias Ekström et du Belge Gregory Franchi.
Il est directeur du Team Scheider qui participe à l'ADAC F4, soit le championnat d'Allemagne de Formule 4, depuis la saison 2015.
Lors d'une course de la saison 2015 de DTM, il est dans l’œil du cyclone : il est tout d'abord disqualifié de la course pour avoir volontairement poussé deux de ses adversaires dans la même action (sous l'ordre de son directeur d'équipe qui lui ordonne de sortir les deux Mercedes devant lui), et est suspendu pour la manche suivante. Il remporte néanmoins en fin de saison, la septième et dernière victoire de sa carrière sur le Hockenheimring.
Seulement 22e de la saison 2016 de DTM, il annonce sa retraite du DTM, après seize saisons disputées, sept victoires remportées, et deux titres de champion d'Allemagne ; pour le futur, il reste directeur du Team Scheider, engagé en Formule 4 et en karting 
Apres quelques piges en 2015 et 2016, Scheider s'engage à temps complet en 2017 dans le médiatique Championnat du monde de rallycross FIA avec le team MJP Racing Team Austria . Il monte sur le podium dès la première course de la saison à Barcelone et termine le championnat à la dixième place. 

## Palmarès
- 1994 : Champion d'Allemagne junior de karting
- 1995 : Champion de Formule Renault allemande 1800
- 2003 : Vainqueur des 24 Heures du Nürburgring
- 2005 : Vainqueur de catégorie des 24 Heures de Spa avec le Vitaphone Racing et vainqueur de catégorie aux 24 Heures du Nürburgring
- 2006 : Vainqueur de catégorie GT2 des 24 Heures de Spa avec l'écurie AF Corse
- 2008 : Champion DTM sur Audi A4 DTM 08
- 2009 : Champion DTM sur Audi A4 DTM 09
- 2011 : Vainqueur des 24 Heures de Spa (classement général) sur Audi R8 LMS avec l'écurie AST WRT.

## Résultats en compétition automobile

### Résultats en DTM

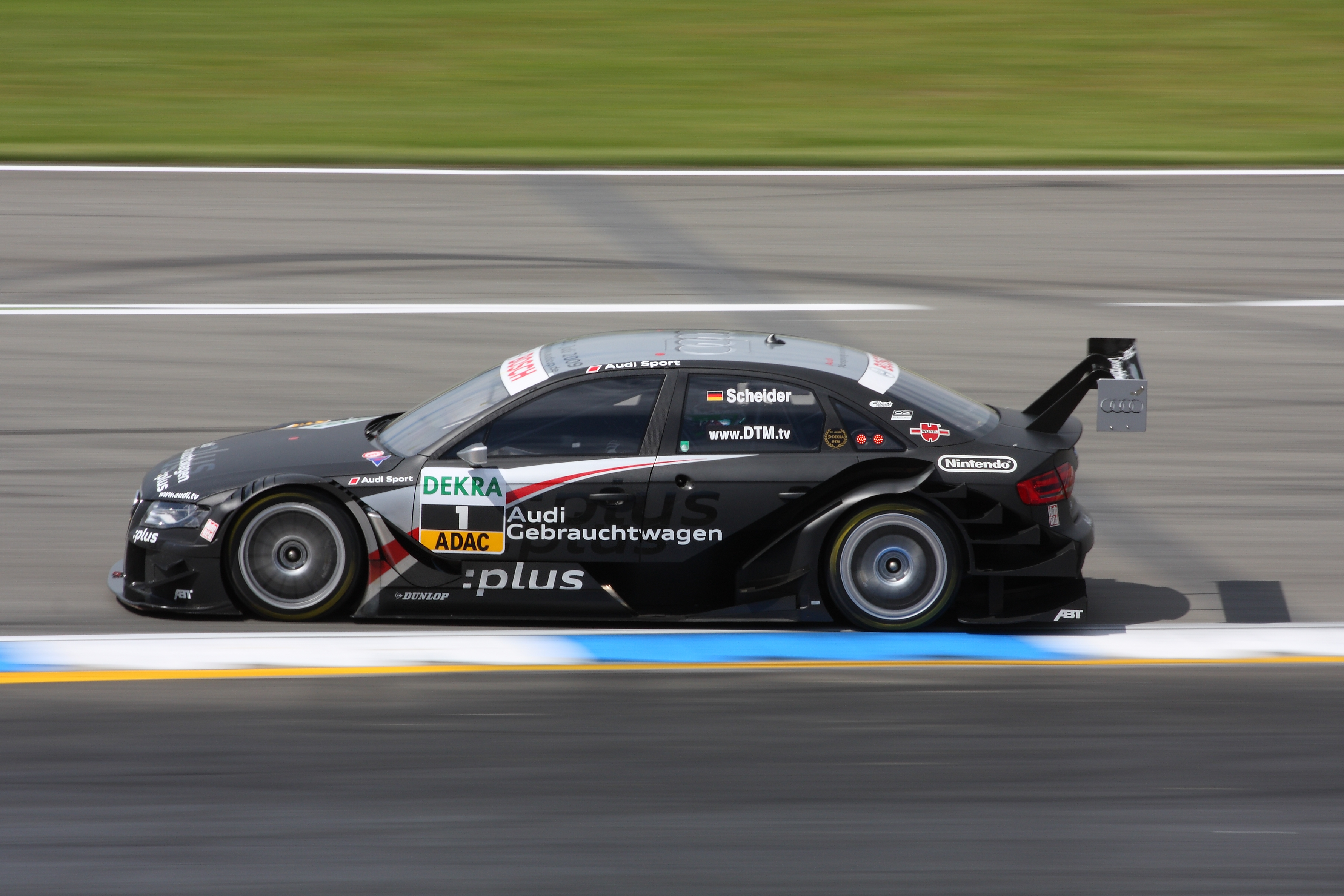
Timo Scheider sur sa Audi A4, sur le Hockenheimring, en 2009, l'année de son deuxième titre en DTM.

| Année | Voiture                 | Équipe                         | Courses disputées | Victoires | Pole positions | Podiums | Records du tour | Points inscrits | Classement |
| ----- | ----------------------- | ------------------------------ | ----------------- | --------- | -------------- | ------- | --------------- | --------------- | ---------- |
| 2000  | Opel Astra V8 Coupé     | Team Holzer                    | 16                | 0         | 0              | 0       | 0               | 45              | 12e        |
| 2001  | Opel Astra V8 Coupé     | Team Holzer                    | 9                 | 0         | 0              | 0       | 0               | 7               | 20e        |
| 2002  | Opel Astra V8 Coupé     | Team Holzer                    | 9                 | 0         | 0              | 0       | 0               | 10              | 8e         |
| 2003  | Opel Astra V8 Coupé     | Team Phoenix                   | 10                | 0         | 1              | 0       | 0               | 12              | 8e         |
| 2004  | Opel Vectra GTS V8      | Team Holzer                    | 11                | 0         | 0              | 0       | 0               | 15              | 8e         |
| 2006  | Audi A4 DTM 05          | Audi Sport Team Rosberg        | 10                | 0         | 0              | 0       | 0               | 12              | 10e        |
| 2007  | Audi A4 DTM 07          | Audi Sport Team Abt Sportsline | 10                | 0         | 1              | 1       | 0               | 25              | 7e         |
| 2008  | Audi A4 DTM 08          | Audi Sport Team Abt            | 11                | 3         | 4              | 8       | 2               | 75              | Champion   |
| 2009  | Audi A4 DTM 09          | Audi Sport Team Abt Sportline  | 10                | 2         | 1              | 6       | 2               | 64              | Champion   |
| 2010  | Audi A4 DTM 09 R14 Plus | Audi Sport Team Abt Sportline  | 11                | 1         | 2              | 5       | 2               | 53              | 4e         |
| 2011  | Audi A4 DTM 09          | Audi Sport Team Abt            | 10                | 0         | 0              | 1       | 2               | 36              | 4e         |
| 2012  | Audi A5 DTM             | Audi Sport Team Abt Sportline  | 10                | 0         | 1              | 0       | 1               | 19              | 14e        |
| 2013  | Audi A5 DTM             | Audi Sport Team Abt            | 10                | 0         | 1              | 1       | 0               | 37              | 10e        |
| 2014  | Audi A5 DTM             | Audi Sport Team Phoenix        | 10                | 0         | 0              | 1       | 1               | 44              | 10e        |
| 2015  | Audi A5 DTM             | Audi Sport Team Phoenix        | 16                | 1         | 0              | 1       | 2               | 51              | 18e        |
| 2016  | Audi A5 DTM             | Audi Sport Team Phoenix        | 18                | 0         | 0              | 0       | 0               | 13              | 22e        |

### Résultats aux 24 Heures du Mans
| Saison | Écurie              | Voiture                   | Coéquipiers                    | Classe | Tours | Pos. | Class. Pos. |
| ------ | ------------------- | ------------------------- | ------------------------------ | ------ | ----- | ---- | ----------- |
| 2010   | BMS Scuderia Italia | Porsche 911 GT3 RSR (997) | Marco Holzer Richard Westbrook | GT2    | 327   | 14e  | 3e          |

### Résultats en Championnat du monde de rallycross

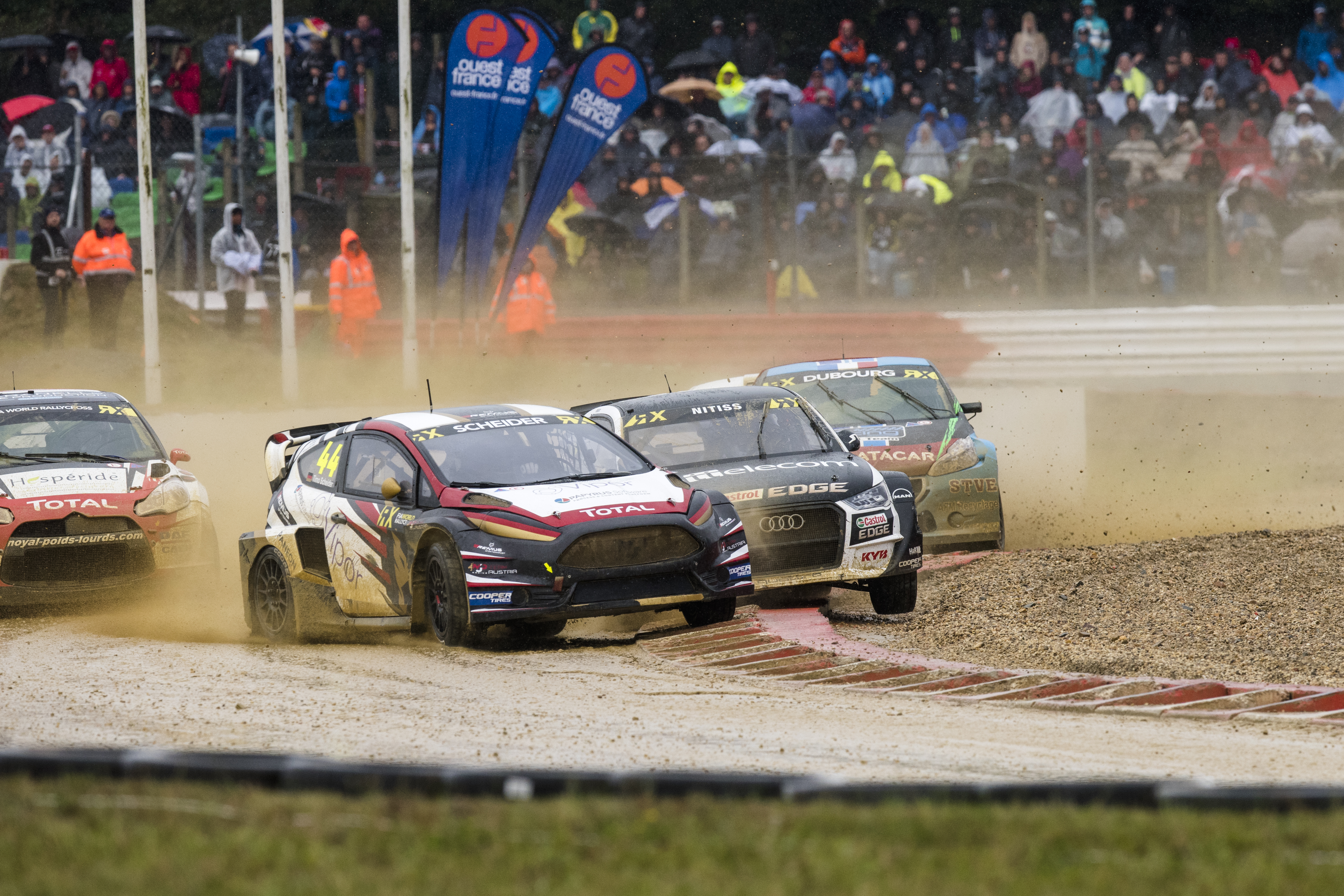
Timo Scheider et sa Ford Fiesta lors du World RX 2017

#### Supercar
| Année | Equipe                          | Voiture     | 1     | 2      | 3     | 4      | 5   | 6      | 7      | 8      | 9      | 10     | 11     | 12    | 13  | WRX  | Points |
| ----- | ------------------------------- | ----------- | ----- | ------ | ----- | ------ | --- | ------ | ------ | ------ | ------ | ------ | ------ | ----- | --- | ---- | ------ |
| 2015  | All-Inkl.com Münnich Motorsport | Audi S3     | POR   | HOC    | BEL   | GBR    | ALL | SUE    | CAN    | NOR    | FRA    | BAR 16 | TUR    | ITA   | ARG | 34th | 1      |
| 2016  | All-Inkl.com Münnich Motorsport | SEAT Ibiza  | POR   | HOC    | BEL   | GBR    | NOR | SUE    | CAN    | FRA    | BAR 17 | LET 7  | ALL    | ARG 4 |     | 18th | 25     |
| 2017  | MJP Racing Team Austria         | Ford Fiesta | BAR 2 | POR 15 | HOC 7 | BEL 11 | GBR | NOR 12 | SUE 10 | CAN 12 | FRA 9  | LET 15 | ALL 15 | AFS 5 |     | 10th | 109    |